# Pilkington (компания)
Компания Pilkington была основана в 1826 году в Великобритании. С июня 2006 года Pilkington входит в NSG Group. Бизнес плоского стекла NSG Group, работающий под брендом Pilkington, является одним из наиболее крупных в мире по производству строительной и автомобильной стекольной продукции.

## История
История Pilkington началась в 1826 году с учреждения компании St Helens Crown Glass Company, которая была основана на совокупности технических знаний и способностей Джона Вилльяма Белла и капитала трех наиболее влиятельных местных семейств — Бромилоусов, Гринэллов и Пилкингтонов. Позднее к Вилльяму Пилкингтону, который был одним из первых учредителей, присоединился старший брат Ричард.
Компанию переименовали в «Greenall & Pilkington» в 1829 году, а в 1849 году после выхода из состава учредителей Питера Гринэлла компания получила название «Pilkington Brothers». В течение следующего столетия компания стала единственным производителем листового стекла в Британии и расширила своё присутствие во всем мире.
Компания оставалась частной до 1970 года, когда её акции появились на Лондонской фондовой бирже. Акции Pilkington plc были сняты с торгов на Лондонской фондовой бирже в июне 2006 года, когда компания стала частью NSG Group, в свою очередь основанной в 1918 году.
Между 1953 и 1957 годами Алистер Пилкингтон (однофамилец владельцев компании) и Кеннет Бикерстафф изобрели новый процесс производства термополированного стекла, революционный метод производства высококачественного листового стекла путем плавания расплавленного стекла над ванной с расплавленным оловом, позволяющий избежать дорогостоящей необходимости шлифовки и полировки листового стекла, чтобы сделать его прозрачным.

## Pilkington сегодня
Стекло производится на 49 линиях в 29 странах мира на четырёх континентах. По итогам финансового года, закончившегося 31 марта 2009 года, выручка компании составила около 5,7 млрд евро. 47 % консолидированной выручки было получено в Европе, 28 % — в Японии, 13 % — в Северной Америке и 12 % — в остальных странах мира.
На сегодняшний день NSG Group работает в трех направлениях во всём мире. Отделение строительной продукции занимается производством стекла для внутреннего и внешнего остекления зданий, а также для предприятий, занятых в производстве солнечной энергии. Отделение автомобильной продукции поставляет стекольную продукцию для оригинального оснащения, рынка сменных автомобильных стекол и специализированного транспорта. Отделение специального стекла производит сверхтонкое стекло для дисплеев, линзы, принтерные световоды и стекловолокно, используемое в воздушных фильтрах и ремнях приводов двигателей.
В России Pilkington производит флоат-стекло на заводе в Раменском районе Московской области, который был запущен в эксплуатацию в начале 2006 года. Мощность завода составляет 240 тыс. тонн стекла в год. В связи с вторжением России в Украину Pilkington в 2023 году продала свои активы в России.